# Guillermo Díaz Zambrano
Guillermo Eduardo Díaz Zambrano (Valparaíso, 29 dicembre 1930 – Santiago del Cile, 25 settembre 1997) è stato un calciatore cileno, di ruolo attaccante.

## Carriera

### Nazionale
Prese parte con la Nazionale cilena ai Mondiali del 1950 e al Campeonato Sudamericano del 1955.